# Gafanha da Nazaré
Gafanha da Nazaré este un oraș în munincipalitatea Ilhavo, Portugalia.